# 열화전차
《열화전차》(烈火戰車, Full Throttle)는 홍콩에서 제작된 얼퉁성 감독의 1995년 액션, 드라마 영화이다. 유덕화 등이 주연으로 출연하였다.

## 출연

### 주연
- 유덕화 : 죠 역
- 오대유 : 콴 역
- 양영기 : 애니 역

### 조연
- 전가락 : 지미 역
- 하평 : 지미의 할머니 역
- 진패 : 폴 역
- 서금강 : 페이 역
- 유영홍 : 광 역
- 나예현 : 아음 역

## 한국어 더빙 성우진(MBC, 1997년 11월 15일)
- 김관철 - 아조 (유덕화)
- 손원일 - 데이빗 (오대위)
- 송도영 - 아희 (양영기)
- 안지환 - 가락 (전가락)
- 김은영
- 이종혁
- 황윤걸
- 박소라

## 기타
- 미술: 해중문
- 무술연출: 나례현

## 수상
- 1996년 제15회 홍콩금상장영화제 각본, 감독, 남우조연, 주연, 무술감독, 신인, 여우조연, 작품, 주제가, 편집상
- 1996년 제1회 홍콩금자형상 수상 남우조연상 (전가락)